# Antlia 2
Antlia 2 (Ant 2) je trpasličí galaxie, satelitní galaxie Mléčné dráhy.
Její velikost je téměř stejná jako Velkého Magellanova oblaku, avšak má 10 000krát menší svítivost, plošná jasnost je nejmenší ze známých galaxií. Leží ve vzdálenosti 422 000 světelných let od Slunce blízko rovině Mléčné dráhy na galaktické šířce 11,2°. Byla objevena v roce 2018 z pozorování družice Gaia.